# Möderscheid
Möderscheid est un village de la Communauté germanophone de Belgique dans la commune d'Amblève.

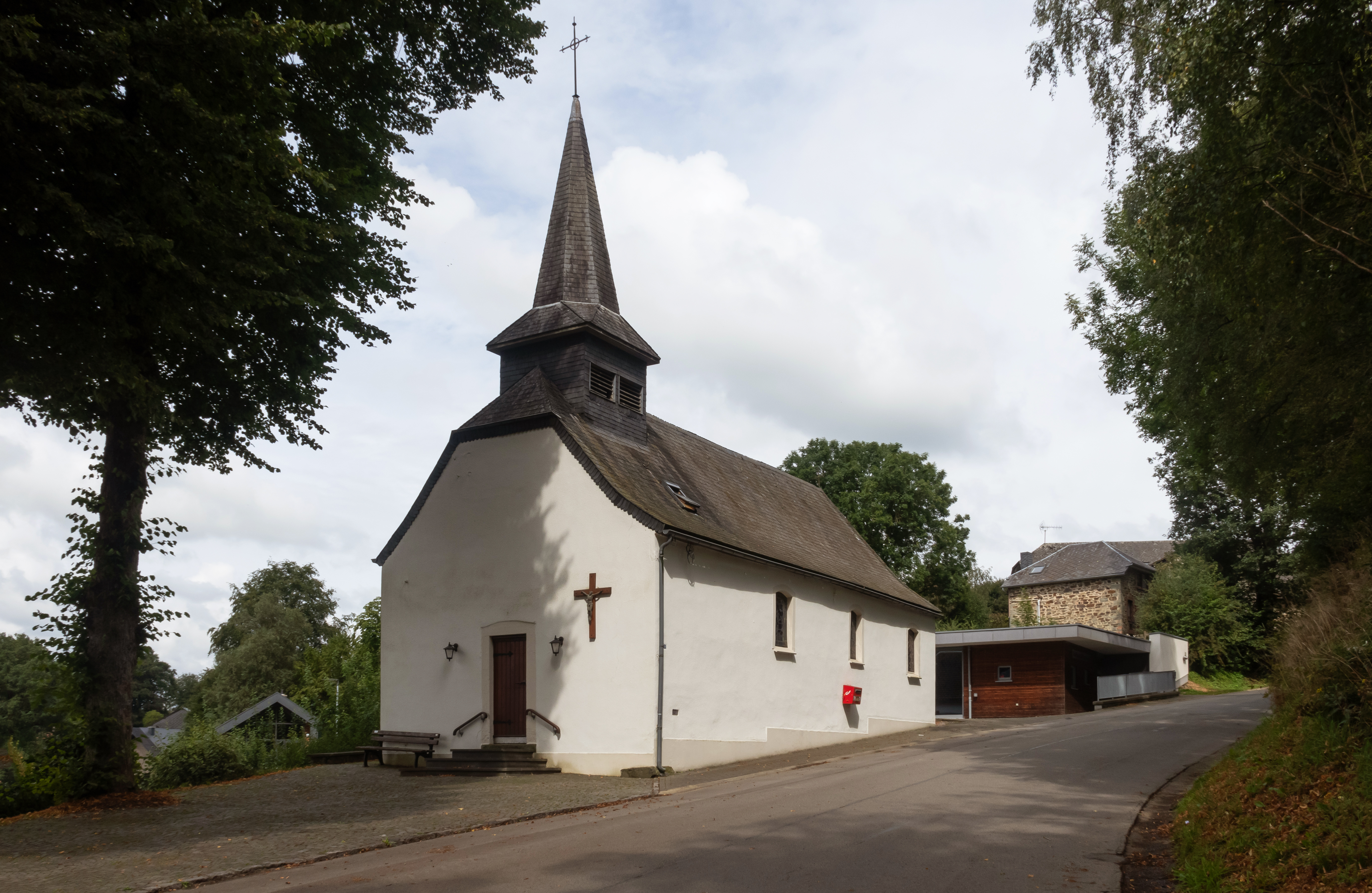
La chapelle: Kapelle Sankt Brigitta